# Daniel Ahlgren
Daniel Jon Andreas Ahlgren, född 30 oktober 1971 i Kviinge, Kristianstads län, är en svensk serieskapare.
Han är uppvuxen i Sölvesborg men numera bosatt i Malmö. Han har blivit känd för sina vardagsrealistiska och självbiografiska serier.
Sedan albumdebuten i början av 1990-talet har hans serier givits ut på förlagen Optimal Press, Bonnier Carlsen, Bakhåll och Seriefrämjandet. 2003 kom på Rabén & Sjögren boken Ask & Embla, med bilder av Ahlgren till text av Per Nilsson. För fin för denna världen (2000) belönades med Urhunden för bästa svenska seriealbum.

### Utgivna seriealbum
- Döda farbrorn (Optimal Press 1993)
- Röja spettet (Optimal Press 1994)
- Daniel Ahlgren klarar skivan (Optimal Press 1996)
- Samtalen med Stefan (Optimal Press 1997)
- Avtryck (Optimal Press 1998) (cd-rom)
- Livet är en fest (Optimal Press 1999)
- Härda ut (Optimal Press 2000)
- För fin för denna världen (Bonnier Carlsen 2000)
- Idiot savant (Optimal Press 2001)
- Live på Lister (Optimal Press 2002)
- Böggänget (Optimal Press 2002)
- The Girl Who Never Fick Nån Post (Bakhåll 2002)
- Supertråken (Bakhåll 2002)
- Lantis Genvägen" (Seriefrämjandet 2003)
- Advent (Bakhåll 2004)
- Ropa på Ulrik (Bakhåll 2006)
- SH3. Vol. 1, Ett liv utan superkrafter är väl inte värt att leva? (Bakhåll 2007)
- SH3. Vol. 2, Jag gråter bara i andra dimensioner (Bakhåll 2008)
- Ensamhetens fort (Bakhåll 2011)
- SH3. Vol. 3, Operation A-Barn (Bakhåll 2012)
- "Igår, idag och imorgon blir aldrig mer som förr" (Apart 2014) Sidoalbum om figurerna i SH 3 skrivet av Daniel Ahlgren och tecknat av Ahlgren, Lars Krantz, Hedvig Häggman-Sund, Joakim Gunnarsson, Jimmy Wallin och Li Österberg.
- "Ove" 2014 (på japanska)
- SH3. Vol. 4, Passio (Bakhåll 2015)

### Medverkande i antologialbum[5]
- Ulv i fårakläder (Optimal Press 1991)
- Allt för konsten (Optimal Press 1998)
- Allt för konsten 2 (Optimal Press 2000)
- Allt för konsten 3 (Optimal Press 2002)
- Allt för konsten 6 (Optimal Press  2005)

### Övrigt
- Lundagård & C:o (1996)
- Avtryck (Optimal Press 1998) (cd-rom)
- Ask & Embla (text Per Nilsson) (Rabén & Sjögren 2003)
- Strip 'Em All (manus Ola Hansson) (Athletic Design 2012) (Flashspel)